# Eduard von Knorr

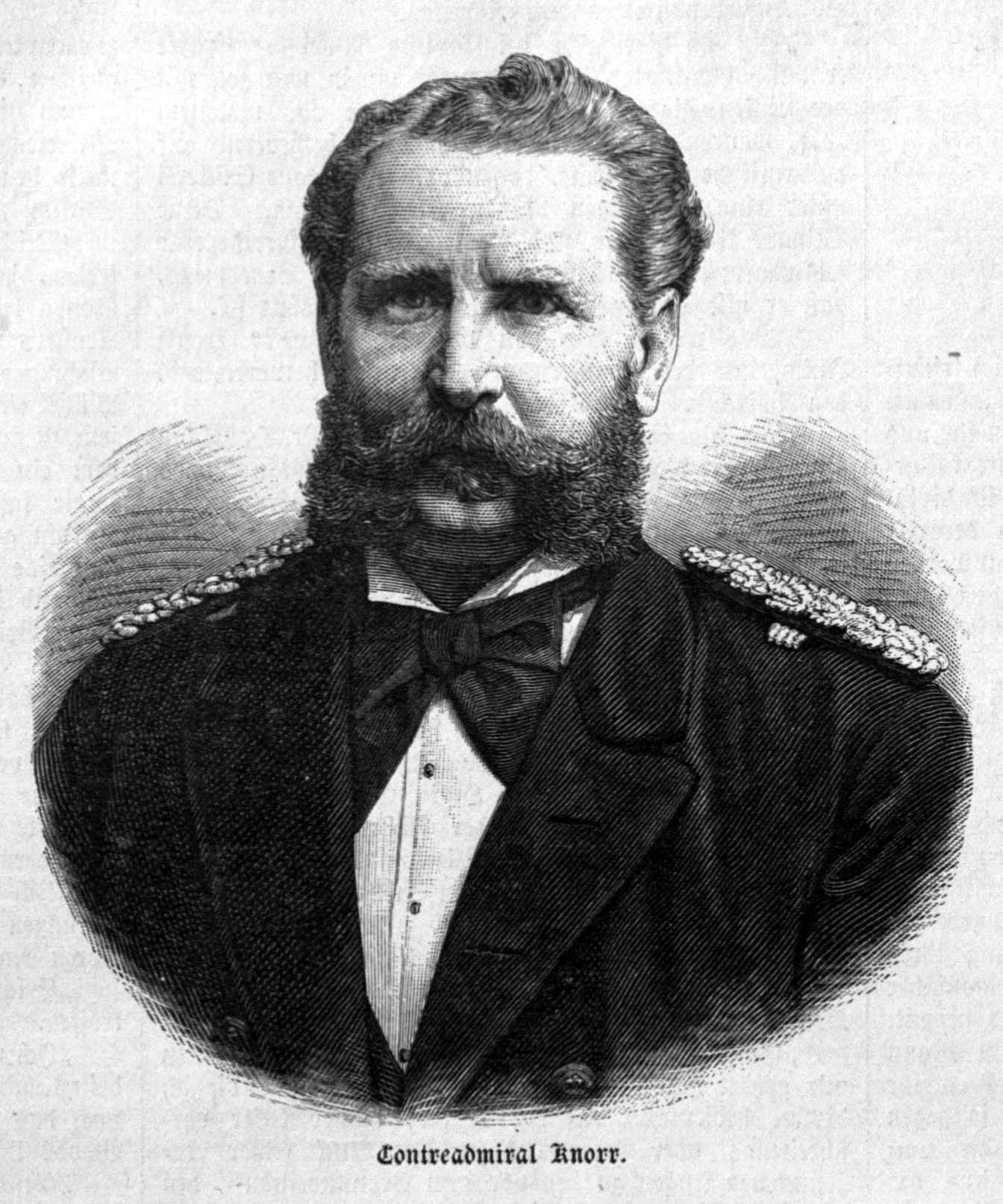
Eduard von Knorr, 1884

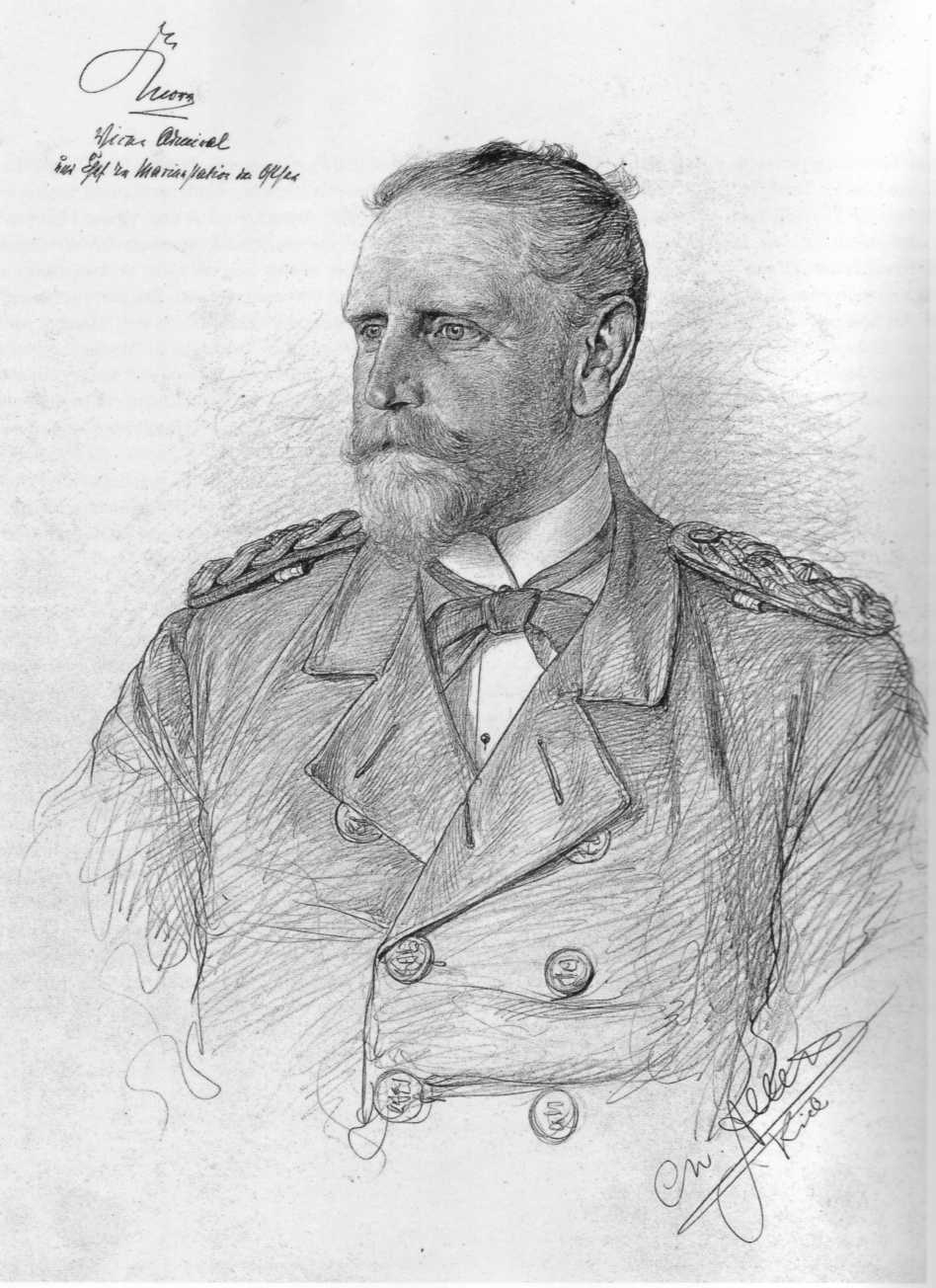
Eduard von Knorr 1891, gezeichnet von Christian Wilhelm Allers

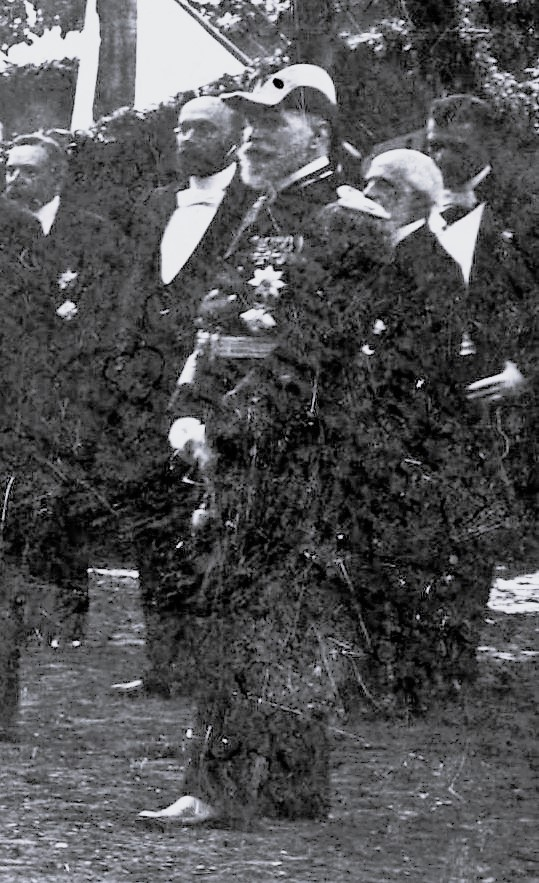
Als Kommandierender Admiral bei der Grundsteinlegung der Elbe-Trave-Kanals

Ernst Hugo Eduard Wilhelm Heinrich Knorr, seit 1896 von Knorr, (* 8. März 1840 in Saarlouis; † 17. Februar 1920 in Berlin-Wilmersdorf) war ein deutscher Admiral.

## Leben
Eduard war der Sohn des preußischen Oberst Ernst Knorr († 1861) und dessen Ehefrau Johanno, geborene Wachter († 1871). Er trat im Alter von 14 Jahren am 24. Juni 1854 als Kadett-Aspirant in die Preußische Marine ein. Zwei Jahre später nahm er auf der Rad-Korvette Danzig am Gefecht von Tres Forcas mit Rifkabylen vor der Küste Marokkos teil, wobei er durch einen Schuss verwundet wurde. Bereits 1859 wurde er zum Unterleutnant ernannt.
1859 bis 1862 nahm er auf dem Transportschiff Elbe an der ostasiatischen Expedition teil. Seiner Ernennung zum Leutnant 1862 folgte 1865 die Beförderung zum Kapitänleutnant. Ab Oktober 1869 kommandierte Knorr das Kanonenboot Meteor auf der westindischen Auslandsstation. Am 12. November 1870 leitete Knorr während des Deutsch-Französischen Kriegs als Kommandant der Meteor vor Havanna ein Gefecht gegen den französischen Aviso Bouvet. Dieses Gefecht vor Havanna endete unentschieden und war die Feuertaufe der späteren Kaiserlichen Marine. Aufgrund dieses Gefechtes wurde Knorr 1871 zum Korvettenkapitän befördert und erhielt das Eiserne Kreuz II. Klasse. Nunmehr in der Kaiserlichen Marine, übernahm er im darauffolgenden Jahr die Leitung des hydrographischen Bureaus der Admiralität.
Auf einer 1874 begonnenen Reise durch den Stillen Ozean schloss er für das Deutsche Reich einen Freundschafts- und Handelsvertrag mit Tonga ab. 1876 erfolgte die Ernennung zum Kapitän zur See. 1881 wurde er Chef des Stabes der Admiralität, 1883 Konteradmiral.
Als Chef des Westafrikanischen Geschwaders griff Knorr im Dezember 1884 in Kamerun in Machtauseinandersetzungen zwischen rivalisierenden Douala-Clans ein, setzte damit die Anerkennung der deutschen Schutzherrschaft am Kamerunästuar durch und führte bis zum Eintreffen des ersten Gouverneurs vorübergehend die Verwaltungsgeschäfte für die deutsche Kolonie. Im Jahr darauf ging er als Chef des Ostafrikanischen Kreuzergeschwaders nach Sansibar und erzwang von dem dortigen Sultan am 20. Dezember 1885 die Anerkennung der deutschen Schutzherrschaft auf dem ostafrikanischen Festland.
1886 griff Knorr als Chef des Permanenten Kreuzergeschwaders in Samoa ein. Von Juni 1887 bis Januar 1889 war er Inspekteur der I. Marineinspektion. Anschließend wurde er zum Vizeadmiral und Chef der Marinestation der Ostsee, am 31. Mai 1893 zum Admiral und 1895 zum Kommandierenden Admiral der Kaiserlichen Marine ernannt. In dieser Eigenschaft war er am 31. Mai 1895 zur Grundsteinlegung des Elbe-Trave-Kanals mit anderen in Lübeck. Nach den Schlägen mit dem silbernen Hammer durch den Staatsminister, Karl von Thielen, schlug in der Zeremonie der Kommandierende Admiral gefolgt von Oberpräsident Georg von Steinmann den Granitstein.
Am 18. Januar 1896 erhob Kaiser Wilhelm II. Knorr in den erblichen preußischen Adelsstand. Beim obligatorischen Herbstmanöver der kaiserlichen Kriegsflotte wurde Eduard von Knorr als Befehlshaber der teilnehmenden Flottenverbände bestimmt. Anfang des Jahres 1896 hatte er eine Unterredung mit dem Reichskanzler Chlodwig zu Hohenlohe-Schillingsfürst, in der es unter anderem um die Informiertheit des Admiralstabes im Kriegsfall ging. Seine Auffassung, dass bereits zu Friedenszeiten Vorsorge getroffen werden müsse, indem ein geheimer Marinenachrichtendienst über die auf den deutschen Gesandtschaften eingesetzten Attachés zu organisieren ist, bekräftigte Knorr nochmals in einem persönlichen Schreiben im Mai des gleichen Jahres an den Reichskanzler. Drei Jahre später, am 7. März 1899, wurde er zur Disposition und gleichzeitig à la suite des Seeoffizierkorps gestellt. Er war Ritter des Schwarzen Adlerordens mit der Kette.
1904 begann Knorr mit dem Schreiben seiner Erinnerungen. Dabei nutzte er Materialien, die ihm der Geheime Admiralitätsrat Paul Koch zur Verfügung gestellt hatte, der im Reichsmarineamt beschäftigt war und regelmäßig Artikel zur deutschen Marinegeschichte in der halbamtlichen Marine-Rundschau veröffentlichte. Knorrs Erinnerungen, die den Zeitraum von ca. 1856 bis ca. 1895 umfassen, wurden erst 2025 durch Klaus Franken (Bibliothekar) publiziert. Die Manuskripte befinden sich im Bundesarchiv-Militärarchiv in Freiburg im Breisgau als Nachlass (N) 578.
Knorr war Vorsitzender des im November 1906 gegründeten Antiultramontanen Reichsverbandes.
Knorr zog sich 1920 nach einer Jagd eine Lungenentzündung zu und starb kurz darauf. Sein Grab auf dem Friedhof Columbiadamm in der Berliner Hasenheide besteht fort.

### Familie
Knorr hatte sich am 14. September 1872 in Berlin mit Luise Zirzow (* 1846) verheiratet. Aus der Ehe gingen fünf Kinder hervor, darunter der Marineoffizier Wolfram von Knorr (1880–1940), der während des Ersten Weltkriegs u. a. den Hilfskreuzer Meteor kommandierte.

## Zeitgenössische Charakterisierung
Knorr galt als extrem konservativer und cholerischer Vorgesetzter. Sich selbst stilisierte er als der „einzige wirkliche Seemann, den die Marine noch besaß“. Nach Albert Hopman kursierten in der Kaiserlichen Marine hunderte von Anekdoten über den Admiral. Hopman hielt ihn allerdings für wenig geeignet, eine moderne und hochtechnisierte Flotte zu führen, wodurch er automatisch in Opposition zu Tirpitz geriet.

## Ehrungen
- Vor der Marineakademie in Kiel wurde im Jahre 1905 eine Büste des Admirals[4] aufgestellt. In seiner Geburtsstadt Saarlouis wurde die Admiral-Knorr-Straße und in Wilhelmshaven sowie in Kiel die Knorrstraße nach ihm benannt. Außerdem wurden zwei Vorpostenboote der Kaiserlichen Marine nach ihm benannt: die Ende des 19. Jahrhunderts gebaute Admiral von Knorr und die Ende der 1910er-Jahre gebaute Admiral von Knorr.